# Damian O'Hare
Pour les articles homonymes, voir O'Hare.
Damian O'Hare est un acteur anglais, né le 13 août 1977 à Belfast (Irlande du Nord). 
Son rôle le plus connu est celui du lieutenant Gillette dans Pirates des Caraïbes: La Malédiction du Black Pearl et Pirates des Caraïbes: La Fontaine de Jouvence

## Filmographie
| Année | Film                                                | Rôle                     | Réalisateur    | Note       |
| ----- | --------------------------------------------------- | ------------------------ | -------------- | ---------- |
| 2003  | Pirates des Caraïbes: La Malédiction du Black Pearl | Gillette                 | Gore Verbinski |            |
| 2008  | The Broken                                          | Anthony                  | Sean Ellis     |            |
| 2011  | Pirates des Caraïbes: La Fontaine de Jouvence       | Gillette                 | Rob Marshall   |            |
| 2012  | Hatfields & McCoys                                  | Ellison Hatfield         |                | 2 épisodes |
| 2013  | Les experts                                         | Jonah Drake              |                | 1 épisode  |
| 2013  | Hell on Wheels : L'Enfer de l'Ouest                 | Declan                   |                | 3 épisodes |
| 2016  | Agent Carter                                        | Nick Driscoll            |                | 1 épisode  |
| 2016  | Timeless                                            | George Washington        |                | 1 épisode  |
| 2016  | NCIS : Enquêtes spéciales                           | agent spécial Allen Kane |                | 1 épisode  |
| 2020  | Stargirl                                            | Mr. Borlock              | Julia Hart     |            |